# Währing
Währing ( [ˈvɛːʀɪŋ] (ajuda·info)) é um distrito de Viena.

## População
A 1 de Janeiro de 2007, Währing tinha uma população de 47.391 habitantes.

## Política
Tradicionalmente, a política veringuês é dominada pelo ÖVP. O líder do distrito (bezirksvorsteher) é Karl Homole.

### Conselho distrital
- ÖVP 15
- SPÖ 13
- Die Grünen 9
- Freie Liste Währing 2
- FPÖ 1